# 임당초등학교 (경북)
임당초등학교는 대한민국 경상북도 경산시 임당동에 있는 공립 초등학교이다.

## 학교 연혁
- 1945년 4월 19일 경산북부공립국민학교로 개교
- 1956년 10월 1일 임당국민학교로 개명
- 1972년 3월 1일 12학급 편성(재적수 514명)
- 1978년 11월 21일 교가 제정
- 1985년 3월 4일 병설유치원 개원
- 1995년 3월 1일 6학급 편성(재적수 141명)
- 1996년 3월 1일 임당초등학교로 교명 변경
- 2017년 2월 15일 제 69회 졸업(총3,454명)
- 2018년 3월 1일 제27대 최병석 교장 부임
- 2018년 3월 1일 6학급 편성(재적수 99명)

## 학교 상징
- 교화 - 국화 : 고고한 자태를 자랑하며 아름답게 피어나는 국화송이처럼 곱게 자라자.
- 교목 - 향나무 : 사계절 향긋한 내음과 기상으로 푸르름을 가진 향나무처럼 강한 의지를 갖고 봉사하는 사람이 되자.

## 참고 자료
- 경산임당초등학교 - 한국교육학술정보원 학교알리미